# Eriophorum transiens
Eriophorum transiens là loài thực vật có hoa trong họ Cói. Loài này được Raymond mô tả khoa học đầu tiên năm 1959.